# 網引駅
網引駅（あびきえき）は、兵庫県加西市網引町にある、北条鉄道北条線の駅。
ボランティア駅長により毎月第2、第4月曜に「切り絵教室体験in網引駅」が開催されている。

## 歴史

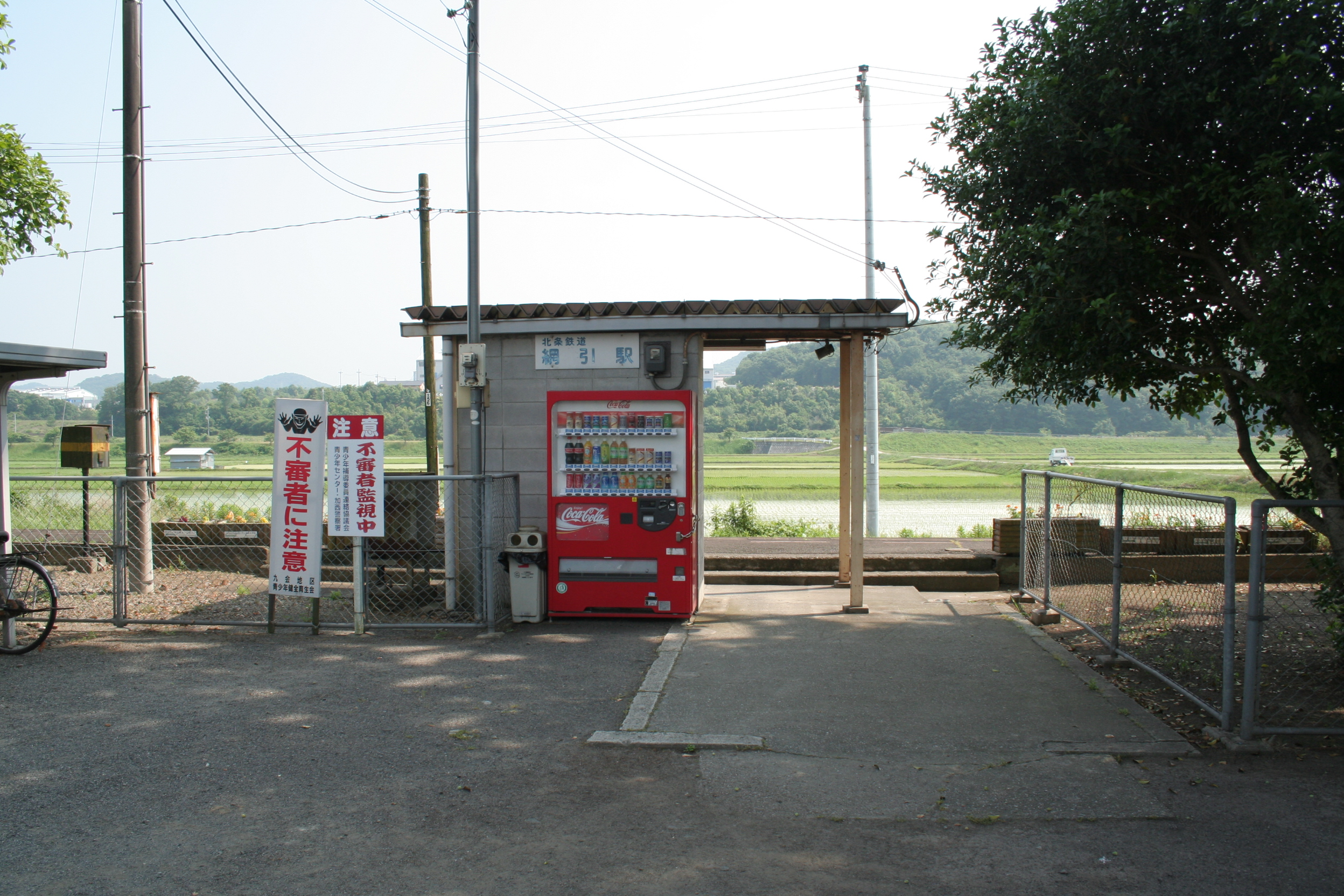
旧駅舎（2009年）

- 1915年（大正4年）3月3日：播州鉄道粟生駅 - 北条町駅間の開通と同時に開業。旅客・貨物の取扱を開始[1]。
- 1923年（大正12年）12月21日：播丹鉄道の駅となる[2]。
- 1943年（昭和18年）6月1日：播丹鉄道の国有化により鉄道省（→国鉄）の駅となる[2]。
- 1945年（昭和20年）3月31日：当駅北西の鶉野飛行場で試験飛行をしていた日本海軍の戦闘機「紫電改」が法華口駅との間の線路をかすめて不時着。そのため線路がゆがみ、直後に通過した上り列車が転覆。死者11人、負傷者104人の大惨事となった[1][3]。北条線列車脱線転覆事故を参照。
- 1962年（昭和37年）3月1日：貨物の取扱を廃止[2]。
- 1973年（昭和48年）10月1日：荷物扱い廃止[4]。無人駅となる[5]（ただし、1年間のみ日中に限り駅員を一人配置[6]）。
- 1984年（昭和59年）6月：放火により駅舎を焼失[1][7]。
- 1985年（昭和60年）4月1日：北条鉄道の駅となる[2]。
- 2003年（平成15年）8月8日：「列車転覆事故殉難の地」と書いた慰霊看板を駅に設置[8]。
- 2012年（平成24年）1月：トイレ新築[9]。
- 2013年（平成25年）
  - 2月19日：1984年6月の放火により焼失した駅舎を再建[7]。
  - 4月：駅前が「播磨中央自転車道中間休憩所」として整備される[10]。
- 2014年（平成26年）2月：ホーム反対側に庭園完成。
- 2018年（平成20年）9月：駅前に立つイチョウが県「景観形成重要建造物」に指定される。

## 駅構造
単式ホーム1面1線を有する地上駅。ホームは線路の北側に置かれている。現駅舎は2013年（平成25年）2月19日に再建されたものである。道路からの段差は無い。
駅前にはイチョウの大木があり、加西市の「ふるさとの樹」に指定されていることを示す札が掲げられている。また、駅の北側、田原方に「列車転覆事故殉難の地」碑が建立されている（事故については歴史の節に詳述）。駅の田原方には網引第4踏切があり、駅の南側に抜けることも可能である。
旧駅舎は1984年6月放火により焼失したが、前記の通り、2013年2月19日に再建された。駅周辺は播磨中央自転車道中間点休憩所として、最新式多目的トイレ、駐車場、駐輪場、花壇が整備され、地域住民との交流を広げる憩いの場としても活用されている。

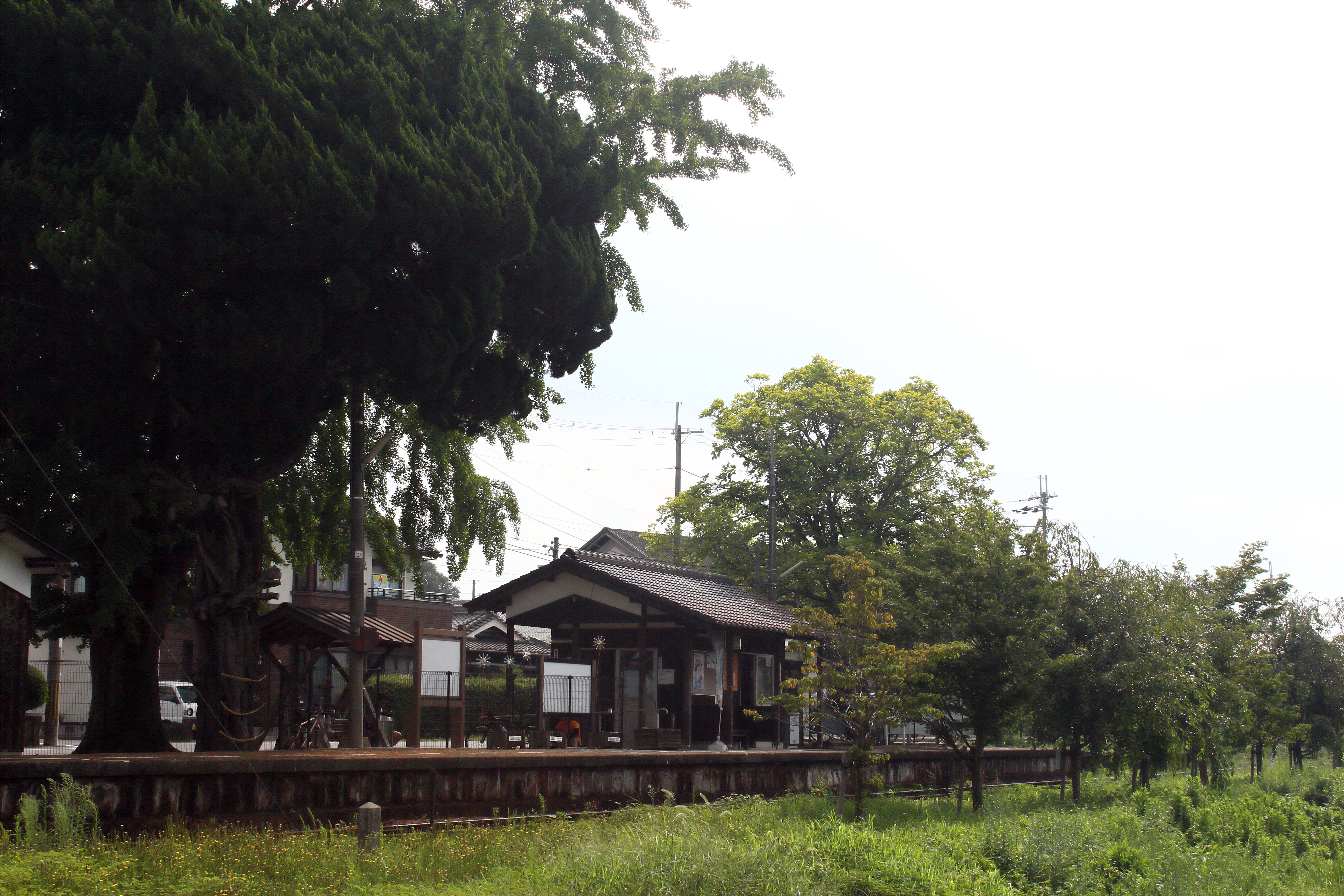
網引駅全景
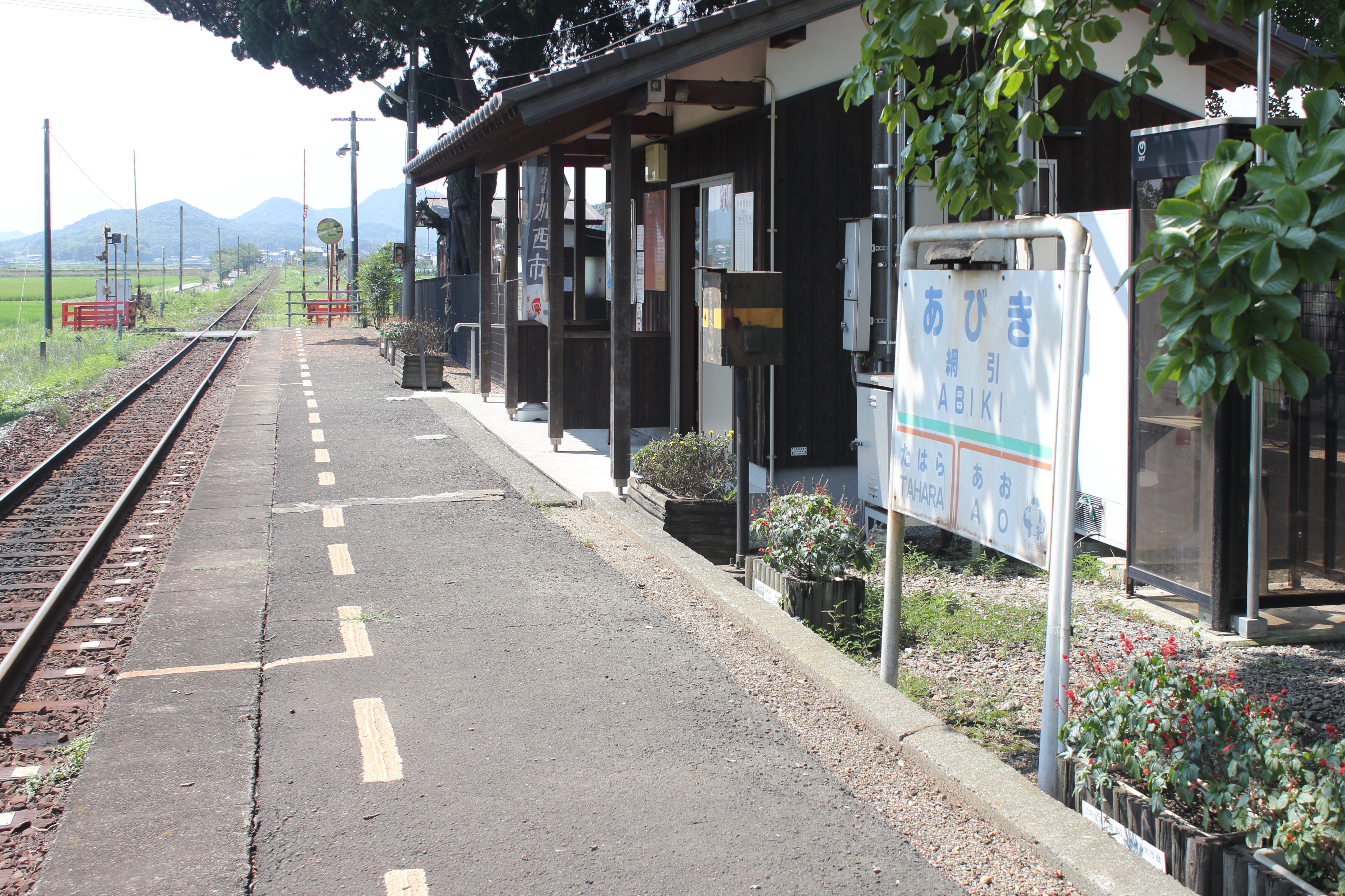
ホーム風景
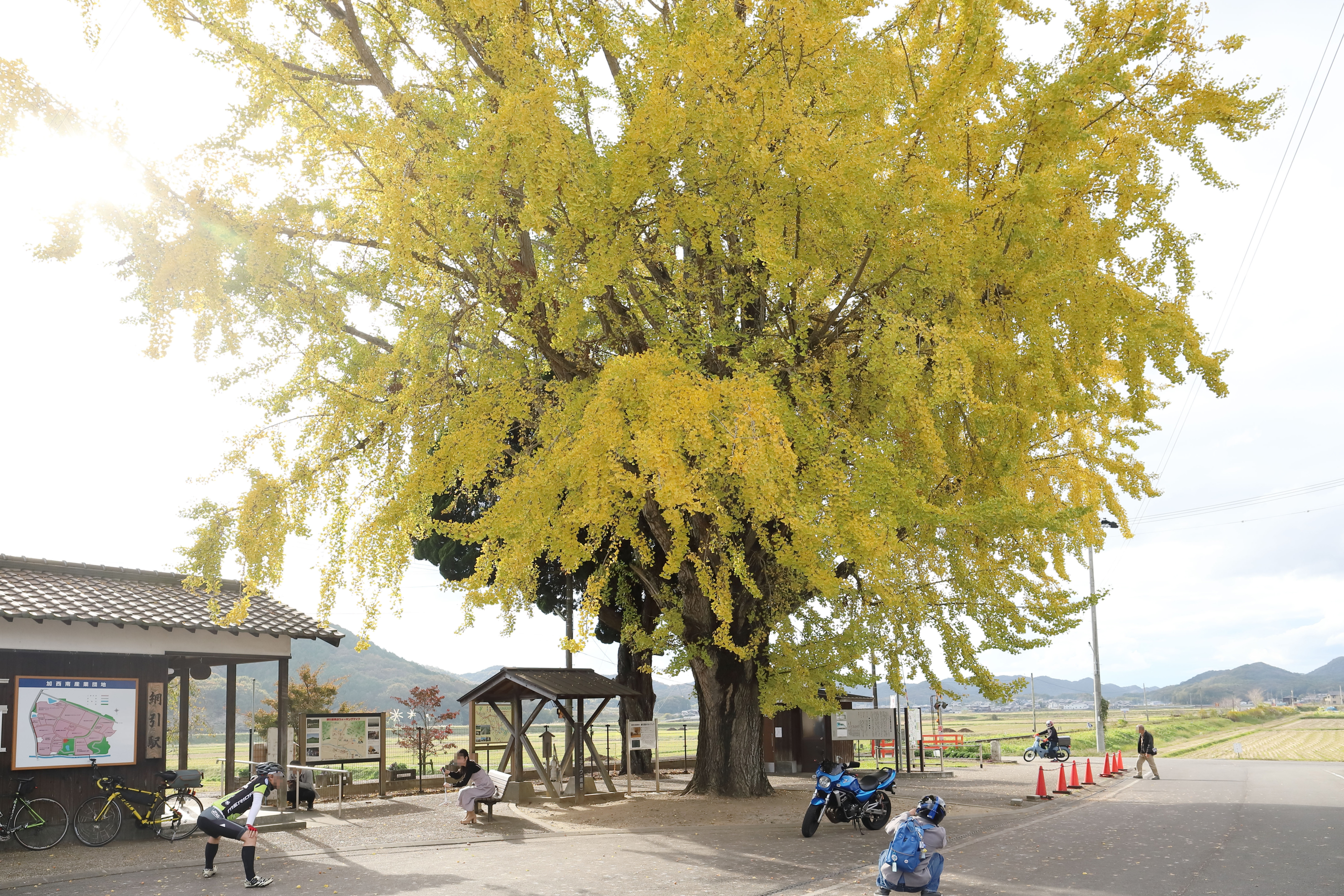
駅前にある紅葉したイチョウの大木
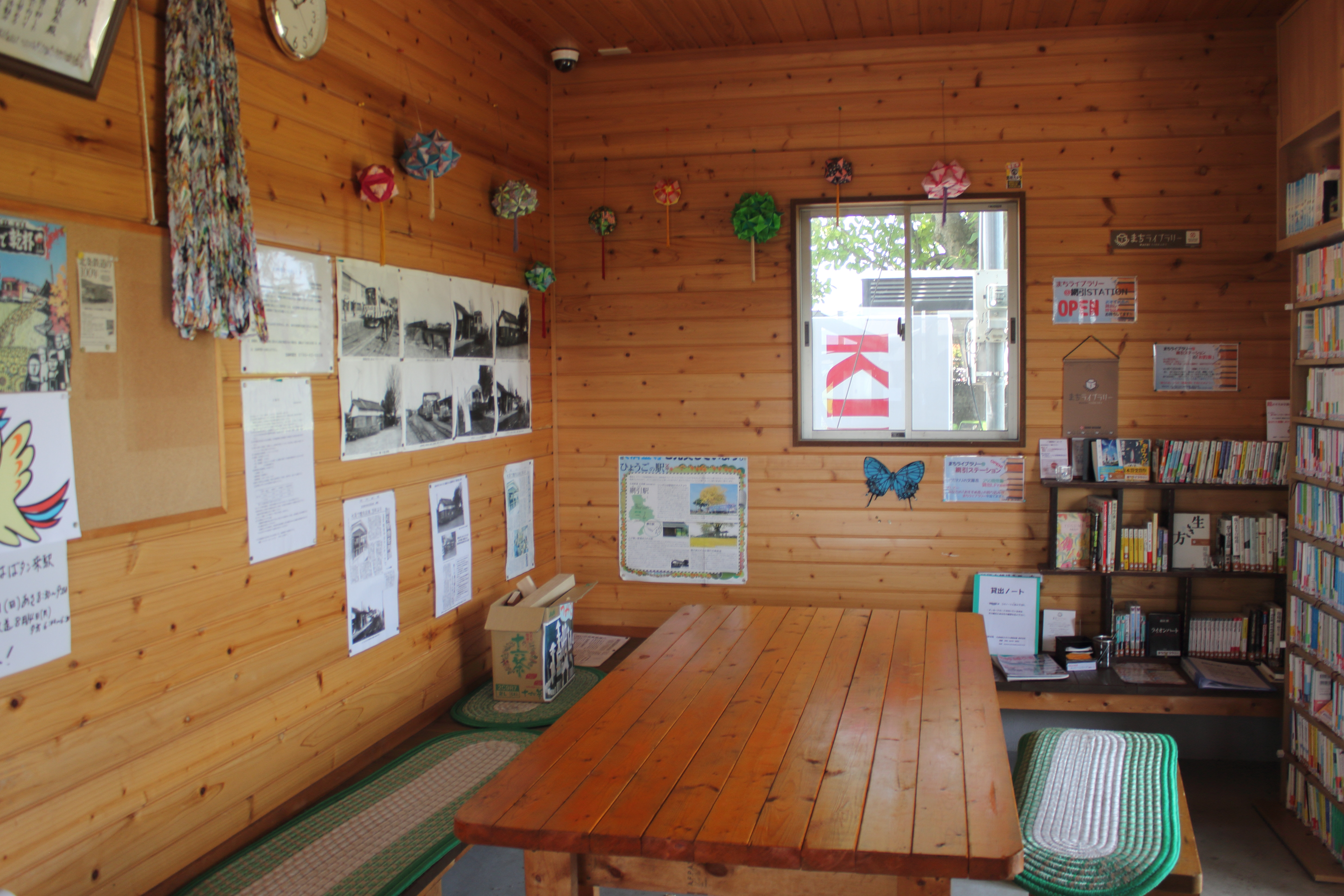
待合室風景

## 利用状況
| 1日乗降人員推移 | 1日乗降人員推移 |
| 年度            | 1日平均人数     |
| --------------- | --------------- |
| 2011年          | 50              |
| 2012年          | 30              |
| 2013年          | 40              |
| 2014年          | 44              |
| 2015年          | 64              |
| 2016年          | 81              |
| 2017年          | 44              |
| 2018年          | 55              |
| 2019年          | 72              |
| 2020年          | 34              |
| 2021年          | 64              |
| 2022年          | 47              |

## 駅周辺
駅付近は田畑が広がるが、駅北側には集落や駐在所がある。加古川の支流である下里川と万願寺川は、駅南方で合流する。加西南産業団地は駅南側にあり、そこから更に南へ進むと網引湿原（※兵庫県の指定文化財）に至る。
- 新鮮野菜直売所あびき
- 加西警察署 網引駐在所
- 加西南産業団地
- 兵庫県道79号高砂加古川加西線
- 兵庫県道81号小野香寺線
- 兵庫県道572号播磨中央自転車道線
- 万願寺川
- 下里川

## 隣の駅
北条鉄道
北条線
粟生駅 - 網引駅 - 田原駅
※起点の隣駅「粟生駅」とは3.5kmあり、北条線で最も駅間が長い。